# Gigi
Para el productor italiano, véase Gigi D'Agostino.
Gigi es una película musical y de romance estadounidense dirigida por Vincente Minnelli, producida por Arthur Freed y basada en la célebre novela corta de 1944 Gigi, de Colette. Fue protagonizada por Leslie Caron, Maurice Chevalier y Louis Jordan. La película presenta canciones con letra de Alan Jay Lerner, quien además se encargó de adaptarla, y música de Frederick Loewe, arregladas y dirigidas por André Previn.
En los Premios Óscar, la película ganó sus nueve nominaciones, incluidas Mejor Película y Mejor Director para Minnelli. Mantuvo el récord de mayor cantidad de nominaciones (luego compartido con El último emperador) hasta que El Señor de los Anillos: El Retorno del Rey ganó sus once nominaciones en la ceremonia de 2004.
En 1991, la Biblioteca del Congreso de Estados Unidos seleccionó a Gigi para su conservación en el National Film Registry los Estados Unidos por ser "cultural, histórica o estéticamente significativa".

## Argumento
La película está ambientada durante la Belle Époque a principios del siglo XX. En Bois de Boulogne, Honoré Lachaille observa que en París el matrimonio no es la única opción para los jóvenes ricos y bon vivants como su sobrino Gastón, que está aburrido de la vida. A Gastón le gusta pasar tiempo con Madame Álvarez y su nieta, la precoz y despreocupada Gilberte, conocida cariñosamente como Gigi. La madre de Gigi (una cantante que se escucha pero nunca se ve en la pantalla) deja su cuidado principalmente a Madame Álvarez.
Siguiendo la "tradición familiar", Madame Álvarez envía regularmente a Gigi con su hermana, la tía abuela de Gigi, Alicia, para que la prepare como cortesana , una amante mantenida de hombres ricos. Gigi aprende la etiqueta y el encanto adecuados, pero desdeña el amor trivial entre un hombre y su amante. Prefiere divertirse con Gastón, a quien considera un hermano mayor o un tío joven.
Al igual que su tío, Gastón es un conocido mujeriego rico de la alta sociedad parisina. Cuando su última amante tiene una aventura con su instructor de patinaje sobre hielo, Gastón la humilla públicamente, lo que resulta en un falso intento de suicidio. Gastón planea retirarse al campo, pero su tío insiste en que permanezca en París y asista aún a más fiestas.
Mientras juega a las cartas con Gastón, Gigi apuesta que si él pierde, debe llevarla a ella y a su abuela a la playa durante el fin de semana. Gastón pierde la apuesta y los tres viajan a Trouville. Mientras Gastón y Gigi se divierten juntos, Honoré y Madame Álvarez se reúnen inesperadamente y recuerdan su apasionada aventura.
Cuando Gastón va a Montecarlo, la tía abuela Alicia y Madame Álvarez planean convertir a Gigi en la amante de Gastón. Aunque inicialmente tiene dudas, Madame Álvarez acepta que Gigi reciba un entrenamiento intensivo antes del regreso de Gaston. Gigi acepta esto como algo predestinado.

## Reparto
- Leslie Caron como Gilberte "Gigi"
- Maurice Chevalier como Honoré Lachaille
- Louis Jourdan como Gaston Lachaille
- Hermione Gingold como Madame Álvarez ("Mamita")
- Eva Gabor como Liane d'Exelmans
- Jacques Bergerac como Sandomir
- Isabel Jeans como Tía Alicia
- John Abbott como Manuel

## Recepción

### Taquilla

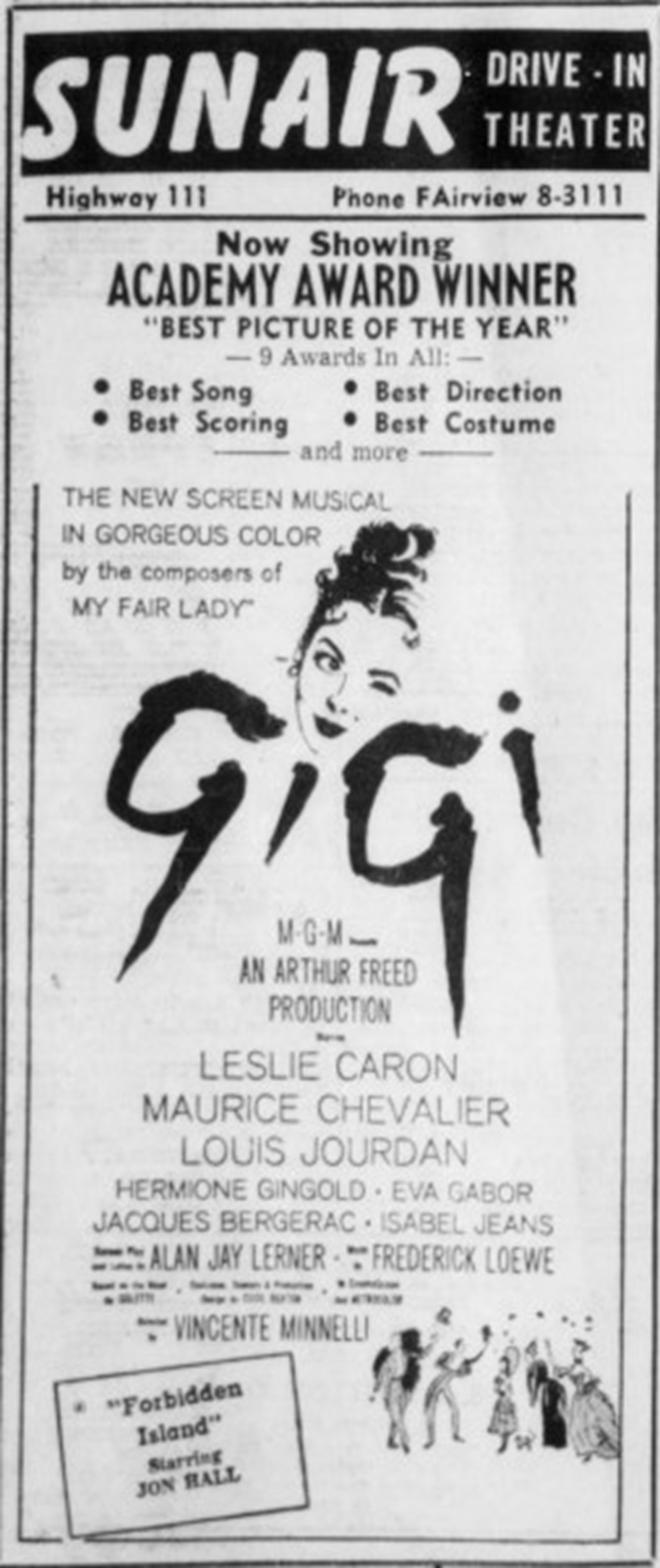
Cartel publicitario de la película en cines, 1959.

Según los registros de MGM, la película ganó 6,5 millones de dólares en Estados Unidos y Canadá y 3,2 millones de dólares en otros lugares durante su estreno inicial en cines, lo que resultó en una ganancia de 1.983.000 dólares. Fue el último y mayor éxito taquillero de Freed. It was Freed's last and largest grossing success.
En total, la película recaudó 13.208.725 dólares en su estreno inicial y posterior relanzamiento en 1966.

### Premios y nominaciones
Oscar 1958
| Categoría                                         | Persona                                                         | Resultado |
| ------------------------------------------------- | --------------------------------------------------------------- | --------- |
| Mejor película                                    | Arthur Freed                                                    | Ganador   |
| Mejor director                                    | Vincente Minnelli                                               | Ganador   |
| Mejor fotografía (color)                          | Joseph Ruttenberg                                               | Ganador   |
| Mejor guion escrito directamente para la pantalla | Alan Jay Lerner                                                 | Ganador   |
| Mejor diseño de vestuario (color)                 | Cecil Beaton                                                    | Ganador   |
| Mejor dirección de arte (color)                   | E. Preston Ames F. Keogh Gleason Henry Grace William A. Horning | Ganador   |
| Mejor orquestación de una película musical        | Frederick Loewe                                                 | Ganador   |
| Mejor canción original                            | Alan Jay Lerner (letra) Frederick Loewe (música)                | Ganador   |
| Mejor montaje                                     | Adrienne Fazan                                                  | Ganador   |

## Números musicales
1. Obertura – Orquesta
2. "Honoré's Soliloquy" – Honoré
3. "Thank Heaven for Little Girls" – Honoré
4. "It's a Bore" – Gaston, Honoré
5. "The Parisians" – Gigi
6. "The Gossips" – Honoré, Chorus
7. "She is Not Thinking of Me" – Gaston
8. "The Night They Invented Champagne" – Gigi, Gaston, Madame Álvarez
9. "I Remember It Well" – Madame Álvarez, Honoré
10. "About Gigi" – Aunt Alicia, Madame Álvarez, Gigi
11. "Gaston's Soliloquy" – Gaston
12. "Gigi" – Gaston
13. "I'm Glad I'm Not Young Anymore" – Honoré
14. "Say a Prayer for Me Tonight" – Gigi
15. "Thank Heaven for Little Girls (Reprise)" – Honoré, Chorus